# 타라곤
타라곤(영어: tarragon 태러건[*], 학명: Artemisia dracunculus 아르테미시아 드라쿤쿨루스[*])은 국화과의 여러해살이풀이다.

## 분포
아시아와 유럽 및 아메리카에 분포한다. 동아시아(중국), 시베리아, 중앙아시아(몽골, 카자흐스탄, 키르기스스탄, 타지키스탄), 남아시아(인도, 파키스탄), 서남아시아(아프가니스탄), 동유럽(러시아, 벨라루스, 우크라이나), 북아메리카(멕시코, 미국, 캐나다)가 원산지이다.

## 특징
키는 60cm 정도이다.

## 쓰임새
향기가 있는 잎을 허브로 쓴다. 들새나 들짐승 요리에 냄새 제거용으로 쓴다.